# 足ながおじさん (映画)
『足ながおじさん』（あしながおじさん、原題：Daddy Long Legs）は、1955年に公開されたアメリカ合衆国のミュージカル映画。ジーン・ウェブスターによる小説『あしながおじさん』をミュージカル映画化した作品である。映画後半、いきなりセットがガラリと変貌するが、その部分のダンス振付は世界的振付家のローラン・プティが担当した。撮影中、主演のフレッド・アステアが愛妻を亡くして乗り切ったエピソードも有名。

## キャスト
| 役名                                          | 俳優                       | 日本語吹替                                                              | 日本語吹替                                                 |
| 役名                                          | 俳優                       | TBS版                                                                   | 東京12ch版                                                 |
| --------------------------------------------- | -------------------------- | ----------------------------------------------------------------------- | ---------------------------------------------------------- |
| ジャーヴィス・ペンドルトン三世 ジョン・スミス | フレッド・アステア         | 納谷悟朗                                                                | 中村正                                                     |
| ジュリー・アンドレ                            | レスリー・キャロン         | 太田淑子                                                                | 弥永和子                                                   |
| リンダ・ペンドルトン                          | テリー・ムーア             | 鈴木弘子                                                                | 鈴木れい子                                                 |
| アリシア・プリチャード                        | セルマ・リッター           | 高橋和枝                                                                | 戸部光代                                                   |
| グリッグス                                    | フレッド・クラーク         | 早野寿郎                                                                | 阪脩                                                       |
| サリー・マクブライド                          | シャーロット・オースティン |                                                                         | 野崎貴美子                                                 |
| アレクザンダー・ウィリアムソン                | ラリー・キーティング       |                                                                         |                                                            |
| ジミー・マクブライド                          | ケリー・ブラウン           |                                                                         |                                                            |
| ガートルード・ペンドルトン                    | キャスリン・ギヴニー       |                                                                         |                                                            |
| レイ・アンソニー                              |                            |                                                                         |                                                            |
| 不明 その他                                   |                            | 坂本和子 松尾佳子 松島みのり 島宇志夫 嶋俊介 島木綿子 渡辺典子 北村弘一 | 国坂伸 緒方賢一 井口成人 黒須薫 加川三起 峰あつ子 半沢博子 |
|                                               |                            |                                                                         |                                                            |
| 演出                                          | 演出                       |                                                                         | 蕨南勝之                                                   |
| 翻訳                                          | 翻訳                       |                                                                         | 九鮎子                                                     |
| 効果                                          | 効果                       |                                                                         | 遠藤堯雄 桜井俊哉                                          |
| 調整                                          | 調整                       |                                                                         | 中里勝範                                                   |
| 制作                                          | 制作                       |                                                                         | 東北新社                                                   |
| 解説                                          |                            |                                                                         |                                                            |
| 初回放送                                      | 初回放送                   | 1970年1月5日 『月曜ロードショー』                                       | 1977年7月22日 『想い出の名作洋画劇場』※DVD収録(約90分)     |

## スタッフ
- 監督：ジーン・ネグレスコ
- 製作：サミュエル・G・エンゲル
- 脚本：フィービー・エフロン、ヘンリー・エフロン
- 原作：ジーン・ウェブスター
- 撮影：レオン・シャムロイ
- 音楽：アルフレッド・ニューマン、ジョニー・マーサー、アレックス・ノース
- 編集：ウィリアム・H・レイノルズ

## ノミネート
第28回アカデミー賞
- ミュージカル映画音楽賞 - アルフレッド・ニューマン
- 歌曲賞 - 「サムシング・ガッタ・ギブ」ジョニー・マーサー
- 美術監督賞 (カラー作品) -  ライル・ウィーラー、ジョン・デ・キュア、ウォルター・M・スコット、ポール・S・フォックス